# Элеонора Савойская
Элеоно́ра Саво́йская (итал. Eleonora di Savoia, лат. Eleonora Sabaudae), или Леоно́ра Саво́йская (итал. Leonora di Savoia), или Элеоно́ра де Морье́н (фр. Eléonore de Maurienne; умерла около 1204) — дочь графа Гумберта III Савойского из Савойского дома, в замужестве — в первом браке графиня Вентимилья, во втором браке маркграфиня Монферрато.

## Биография
Точная дата и место рождения Элеоноры Савойской не известны, как и точное место её смерти. Известно, что она была третьей дочерью Гумберта III (1136 — 1189), графа Савойи, Аосты и Морьена от его третьей жены принцессы Клеменции Церингенской (ум. 1173/1175), от которой он также имел дочерей Алису Савойскую (1166 — 1174), невесту принца Иоанна Английского (1167 — 1216) и Софию Савойскую (1167/1172 — 1202), супругу Аццо VI д’Эсте (1170 — 1212), маркграфа Анконы и графа Лорето. В некоторых источниках Элеонору Савойскую часто путают с её старшими сёстрами.
По поводу обоих браков Элеоноры Савойской среди историков нет однозначного мнения. Согласно канонической версии она была дважды замужем. Сначала за Гвидо Воинственным (1146 — после 1167) из рода Вентимилья, графом Вентимилья, став его третьей женой. В XIX веке было высказано предположение, что это утверждение является фальсификацией XIV века.
В 1197 году Элеонора Савойская вышла замуж за Бонифация I (1150 — 1207) из рода Алерамичи, маркграфа Монферрато, будущего короля Фессалоникийского и Фессалийского, став его второй женой. Брак оказался бездетным. Некоторые современные генеалогии ошибочно указывают её матерью Агнессы Монферратской (1187 — 1207/1208), дочери Бонифация I от его первой жены Елены ди Боско (ум. 1204). После смерти Элеоноры Савойской в 1204 году, в 1204/1205 году Бонифаций I женился в третий раз на принцессе Маргарите Венгерской (1175 — после 1223).
Некоторые исследователи, из-за отсутствия прямых указаний в исторических документах того времени на брак одной из принцесс Савойского дома с  Бонифацием I, полагают и это утверждение позднейшей фальсификацией. Бенвенуто да Сан-Джорджо (1450 — 1527) в «Монферратской хронике» говорит о том, что у Бонифация I перед принцессой Маргаритой Венгерской была ещё одна супруга, но не говорит была ли она первой или второй и не называет её по имени. В то время, как Самуэль Гишено (1607 — 1664) в «Истории генеалогии Савойского королевского дома» однозначно называет Элеонору Савойскую второй женой Бонифация I. Это подтверждает и Луиджи Чибарио (1802 — 1870), который в своих исследованиях называет маркграфа зятем графа Гумберта III и мужем Элеоноры Савойской.